# Exposed
MTV Exposed es un programa de televisión que se estrenó en diciembre de 2006 en MTV Norteamérica y el 5 de marzo del 2007 en MTV Latinoamérica. Es producida por Kallissa Productions y Endemol. 
También es la sucesora del programa Next.

## Programa
El programa se basa en el uso de un software detector de mentiras. 
En primer lugar, la persona que elegirá a uno de los concursantes, lleva a su amigo/a, quien se esconde en una furgoneta camuflada. 
Cuando comienza el concurso, todo lo dicho por los participantes se está ejecutando a través de software detector de mentiras.
A través de un auricular, el amigo en la furgoneta le dice si el participante está mintiendo o diciendo la verdad. 
Luego la persona (que elige a los participantes) les dice que quedaron en "evidencia".
Luego el protagonista vuelve a entra en la furgoneta y consulta con su amigo/a y decide cuál de los dos competidores debe escoger.
Él o ella regresa y se enfrenta a los dos competidores, exponiendo a uno (o varios, a veces) sus mentiras, antes de decir su veredicto.
Normalmente luego de elegir a uno/a, el perdedor descarga su enojo cuando luego lo entrevistan, y la mayoría de las veces hacen comentarios de mal gusto (como "no importa, nunca me acostaría con el / ella" o "sus pechos eran horribles").

## Exposed: La Revancha
Exposed: La Revancha es una edición especial de Exposed. Es exactamente igual que el programa original, solamente que el protagonista y el amigo/a que controla el software anteriormente participaron en el programa como concursantes, pero fueron eliminados.
Esta versión se transmite paralelamente con el programa original en MTV Latinoamérica.

## Críticas
Al final de cada episodio, en una pantalla negra aparece la siguiente advertencia en letras blancas:
"La tensión de voz no está controlado por expertos (...), los resultados no están garantizados. El propósito fue de @#!*+ la vida a los participantes"
Esta es una razón por la que la mayoría del público piensa que el show es falso, con concursantes del otro show de MTV, Next que se presentan en Exposed.
Además cabe destacar que en el programa hablan de temas sexuales y casi siempre el perdedor se desquita diciendo palabras inapropiadas, a pesar de esto el programa se exhibe con frecuencia en un horario para menores en MTV Latinoamérica.
Otra razón por la cual es programa es criticado, es porque muchas veces el o la protagonista elige al concursante por lo físico más que por la sinceridad, además de mostrar solo a personas en buen estado físico, habiendo cierta discriminación.